# Nicholas Pooran
Nicholas Pooran (* 2. Oktober 1995 in Couva, Trinidad und Tobago) ist ein Cricketspieler aus Trinidad und Tobago, der zwischen 2016 und 2024 für das West Indies Cricket Team spielte.

## Kindheit und Ausbildung
Pooran nahm an der ICC U19-Cricket-Weltmeisterschaft 2014 teil. Kurz darauf war er in einen Autounfall involviert, bei denen er sich schwere Beinverletzungen zuzog, die ihn zunächst zurückwarfen.

## Aktive Karriere

### Anfänge in der Nationalmannschaft
Wieder genesen erhielt er einen Vertrag bei den Barbados Tridents für die Caribbean Premier League 2016. Nach guten Leistungen dort erhielt er eine Nominierung für die Nationalmannschaft für die Twenty20-Serie gegen Pakistan im September 2016. Unter dem Eindruck seiner Verletzungen versuchte er schnell in verschiedenen Twenty20-Ligen weltweit Fuß zu fassen. Nachdem er einen Vertrag für die Bangladesh Premier League 2016/17 (Cricket) bei den Khulna Titans unterschrieb erhielt er vom west-indischen verband eine Sperre, da dieser Wert darauf legte das er im heimischen Cricket spielte. Er erhielt daraufhin Verträge bei den Mumbai Indians in der Indian Premier League 2017 und Islamabad United in der Pakistan Super League 2016/17.
Im November 2018 kam er wieder zurück in die Nationalmannschaft, als er bei der Tour in Indien ein Half-Century über 53* Runs erreichte. Sein Debüt im ODI-Cricket gab er im Februar 2019 gegen England. In der Twenty20-Serie der Tour erreichte er ein Fifty über 58 Runs. Im Sommer 2019 wurde er für den Cricket World Cup 2019 nominiert. Hier erzielte er gegen England ein Fifty über 63 Runs. Gegen Sri Lanka konnte er dann sein erstes Century über 118 Runs aus 103 Bällen erreichen, bevor er gegen Afghanistan ein weiteres Fifty über 58 Runs hinzufügte.

### Aufstieg zum Kapitän
Im November 2019 reiste er mit den West Indies nach Indien. Dort erzielte er zunächst gegen Afghanistan ein Fifty über 67 Runs, bevor ihm daraufhin gegen Indien zwei (75 und 89 Runs) weitere gelangen. Bis zum Ende der Saison 2019/20 konnte er gegen Irland (52 Runs) und in Sri Lanka (50 Runs) jeweils ein weiteres Half-Century erreichen. Im Sommer 2021 erreichte er gegen Australien in den ODIs mit 59* Runs und gegen Pakistan mit 62* Runs in den Twenty20s jeweils ein Fifty. Beim ICC Men’s T20 World Cup 2021 erreichte er gegen Bangladesch 40 Runs und wurde als Spieler des Spiels ausgezeichnet. Im darauffolgenden Spiel gegen Sri Lanka erzielte er zwar 46 Runs, was jedoch nicht zum Sieg und den Einzug ins Halbfinale ausreichte.
Nach der Weltmeisterschaft erreichte er in den Twenty20s in Pakistan und gegen England jeweils ein Fifty. Die Saison endete mit Half-Centuries in allen drei Twenty20s in Indien (61, 62 und 61 Runs). Nach dem Rückzug von Kieron Pollard folgte Pooran diesem im Mai 2022 dann als Kapitän in den kurzen Formaten nach. Im Saison 2022 erreichte er gegen Bangladesch mi 73 Runs in den ODIs und 74* Runs in den Twenty20s jeweils ein Fifty. Für letzteres wurde er als Spieler der Serie ausgezeichnet. Gegen Indien gelang ihm dann ein weiteres Fifty (74 Runs), ebenso wie bei der folgenden ODI-Serie gegen Neuseeland (91 Runs). Beim ICC Men’s T20 World Cup 2022 konnte er nicht überzeugen und das von ihm geführte Team schied nach nur einem Sieg in der Vorrunde aus. In der Folge trat er von der Rolle des Kapitäns zurück.

### Karriereende
Im Juni 2023 erzielte er beim ICC Cricket World Cup Qualifier 2023 gegen Nepal (115 Run aus 94 Bällen) und die Niederlande (104* Runs aus 65 Bälle) je ein Century, jedoch verpasste das Team die Qualifikation. Zum Abschluss der  Saison erreichte er gegen Indien ein Fifty (67 Runs), wofür er ausgezeichnet wurde. Im Dezember folgte ein weiteres Fifty über 82 Runs gegen England. Kurz darauf lehnte er einen neuen Vertrag mit dem west-indischen Verband ab, um sich auf Twenty20-Cricket und deren Ligen zu konzentrieren. Beim in den West Indies stattfindenden ICC Men’s T20 World Cup 2024 erreichte er ein Fifty (98 Runs) gegen Afghanistan und wurde dafür als Spieler des Spiels ausgezeichnet. Im August folgte ein weiteres Fifty über 65* runs in der Twenty20-Serie gegen Südafrika, wofür er ebenfalls ausgezeichnet wurde. Im Dezember 2024 spielte er seine letzte internationale Serie gegen Bangladesch. Im Juni 2025 erklärte er dann überraschend seinen endgültigen Rücktritt vom internationalen Cricket.